# Královec (hrad)
Královský hrad (německy Königsberger Schloss, rusky Кёнигсбергский замок) byl do roku 1945 symbolem Královce a sídelním místem a jednou z nejvýznamnějších památek tehdejšího Východního Pruska. Hrad byl vážně poničen při náletu v roce 1944 a ruiny byly odstřeleny v roce 1968. Od roku 1970 se na místě hradu začal stavět tzv. Dům Sovětů, s problémy s dokončením, nakonec v roce 2024 zdemolován.

## Historie
V dobách Pruska se zde nacházel hrad Tuwangste (také: Twangste, Twangst, Twongst, Twoyngst). Název se odvozoval od pruského slova „wangus“, což je označení pro sekání dubového dřeva, které bylo symbolem boha Perkuna. Po připadnutí Sambie křižákům v roce 1255 byl hrad nazván Regiomontium (Královská Hora) na počest Přemysla Otakara II., který se účastnil zdejší křižácké výpravy. Prvně vznikla na místě hradu dřevěná pevnost a následně roku 1257 se začalo se stavbou samotného hradu. Hrad byl výrazně přestavěn ve 14. a 17. století. (mj. Joachimem Ludwigem Schultheissem z Unfriedu). Po začlenění Královských Prus do Polska byl hrad od roku 1457 sídlem velmistra křižáckého řádu.[zdroj⁠?!] Ve druhé polovině zastával funkci hejtmana hradu Jan Blankenštejn z Vartenberka. Po sekularizaci Pruska v roce 1525 na hradě sídlila pruská knížata. V roce 1701 se v zámeckém kostele odehrála korunovace krále Fridricha I., v roce 1861 krále Wilhelma I.
Před druhou světovou válkou bylo v části hradu umístěno muzeum s 240 000 exponáty z pruských sbírek. V průběhu druhé světové války zde byla přechovávána ukradená Jantarová komnata, která byla posléze odvezena neznámo kam. Hrad byl rozsáhle poškozen po britském bombardování Královce v srpnu 1944, zachovaly se jen silné obvodové zdi. Další škody napáchala Rudá armáda, pobývající v místě v květnu roku 1945. Dle závěrů postupimské konference připadl Královec po válce SSSR a v roce 1946 byl přejmenován na Kaliningrad podle komunistického politika Michaila Kalinina. Ruiny rychle chátraly, až hrozilo zřízení hlavní hradní věže, a tak v roce 1953 muselo dojít k jejímu řízenému odstřelu. Pozůstatky hradu byly nakonec na osobní příkaz L. I. Brežněva coby symbol pruského militarismu, i přes četné protesty studentů a intelektuálů, v roce 1968 vyhozeny do povětří. Na jeho místě byl postaven Dům Sovětů. Rekonstrukce celého hradu by byla příliš nákladná, takže se s ní do budoucna nepočítá. V roce 2001 financoval německý týdeník Der Spiegel vykopávky v bývalých sklepeních hradu s nadějí, že objeví exponáty z bývalého hradního muzea a snad i části Jantarové komnaty. Byly nalezeny tisíce předmětů a v roce 2005 dokonce archeologové odkryli stříbrnou rakev s medailemi a dalšími různými cennostmi. Po dokončení archeologických prací se plánuje z odkrytého sklepení vytvořit muzeum pod širým nebem.[zdroj?]

## Galerie

Exteriér
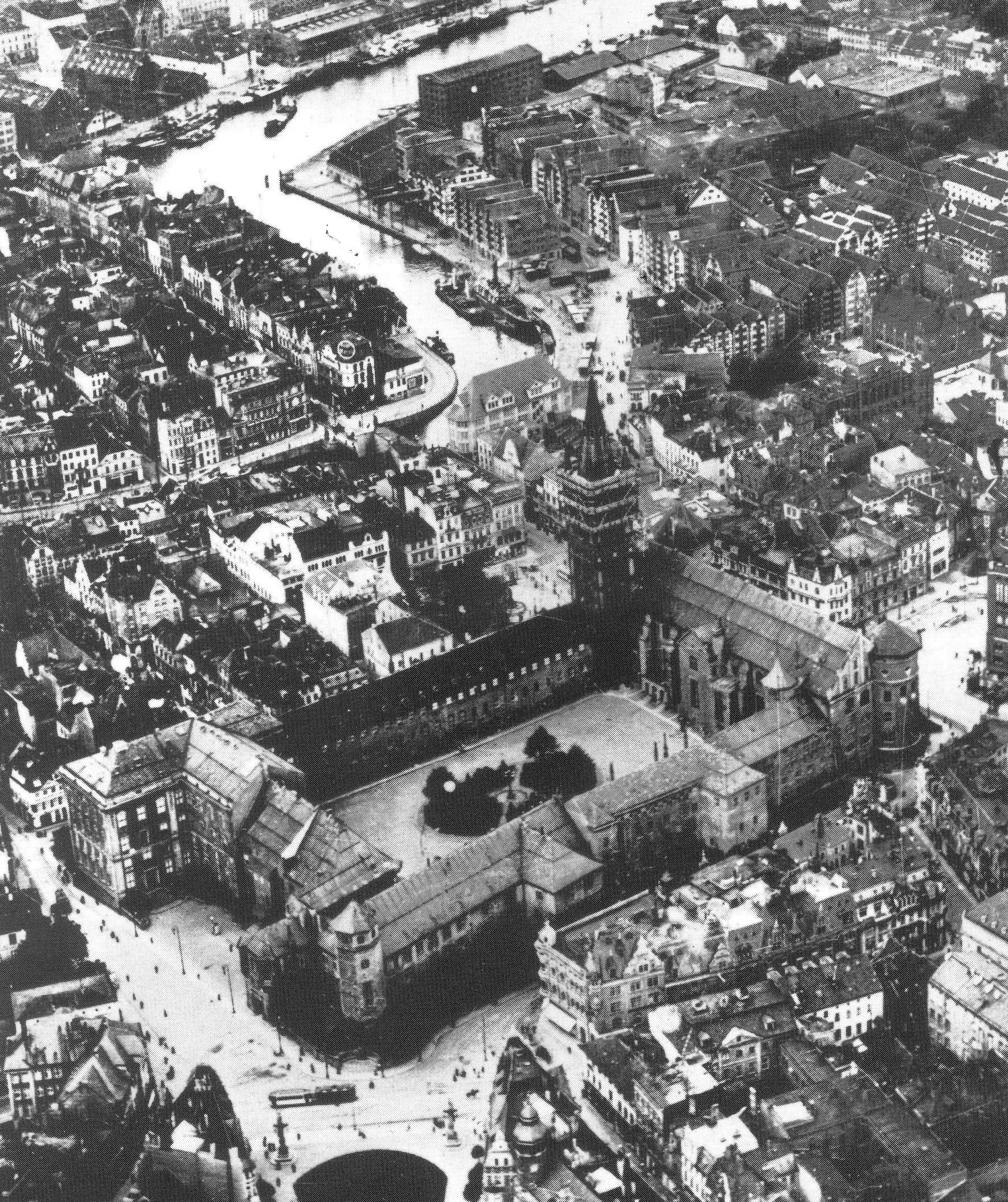
Letecký pohled na hrad 1925
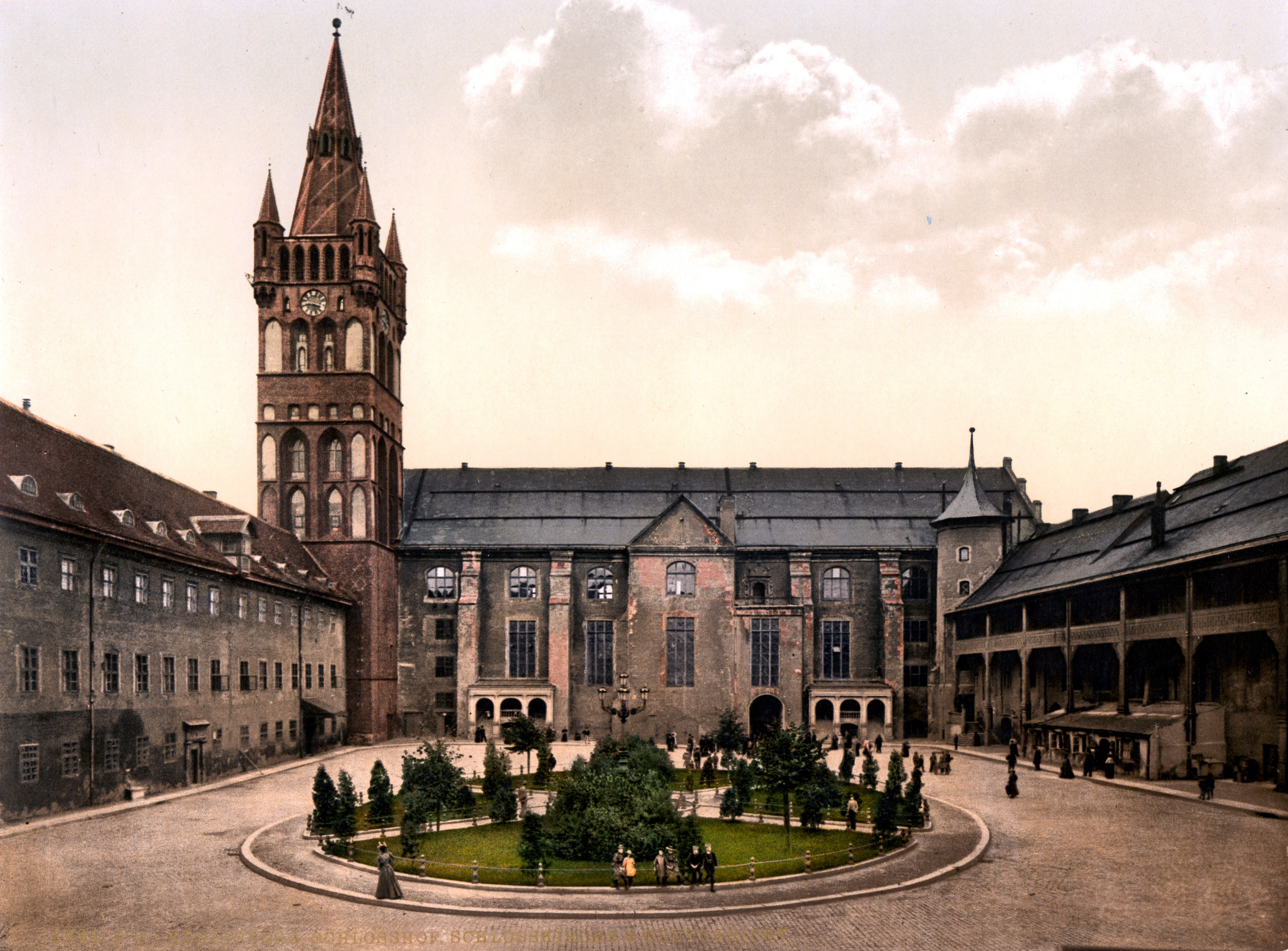
Nádvoří hradu 1900
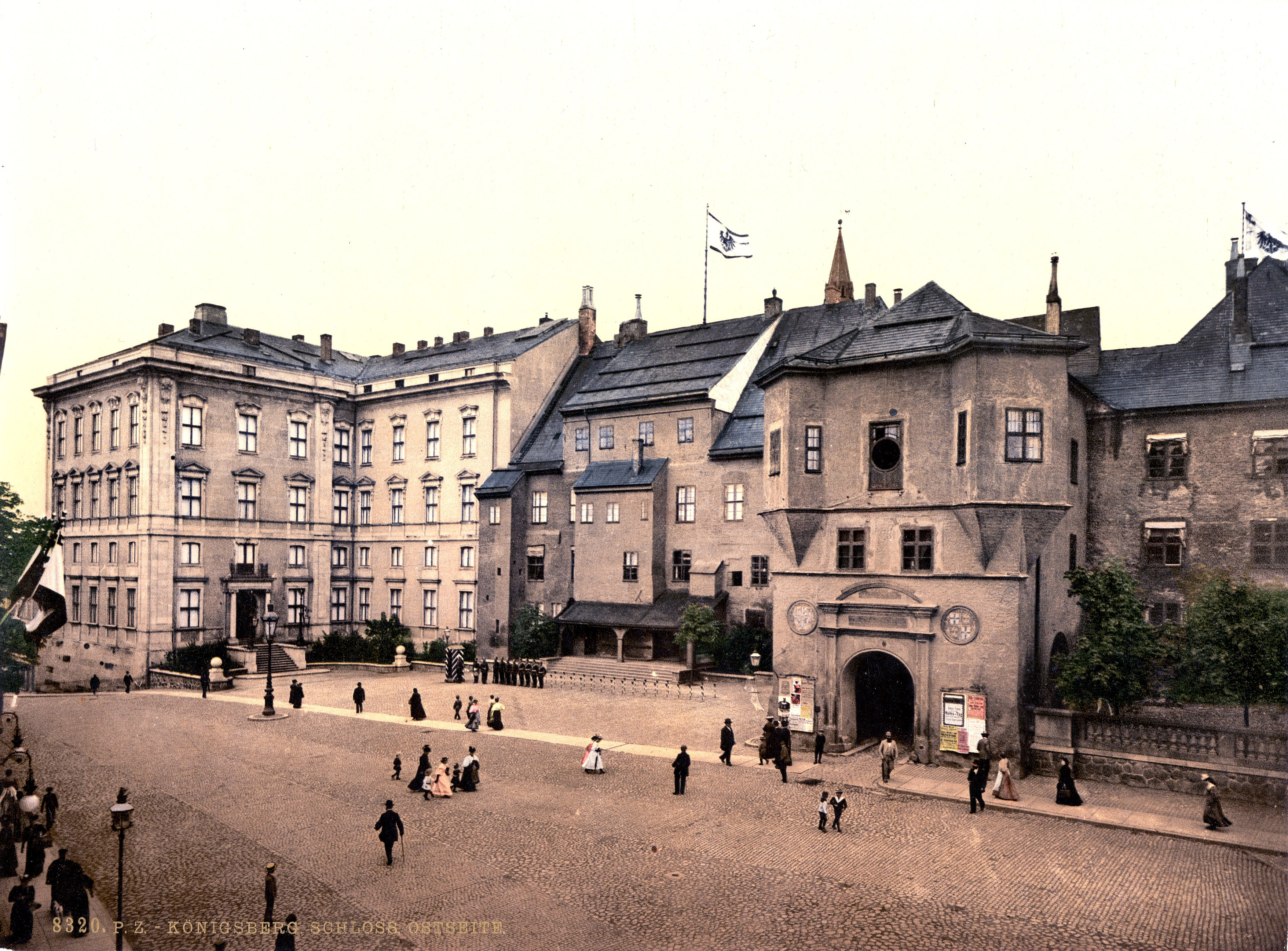
Východní část hradu 1910
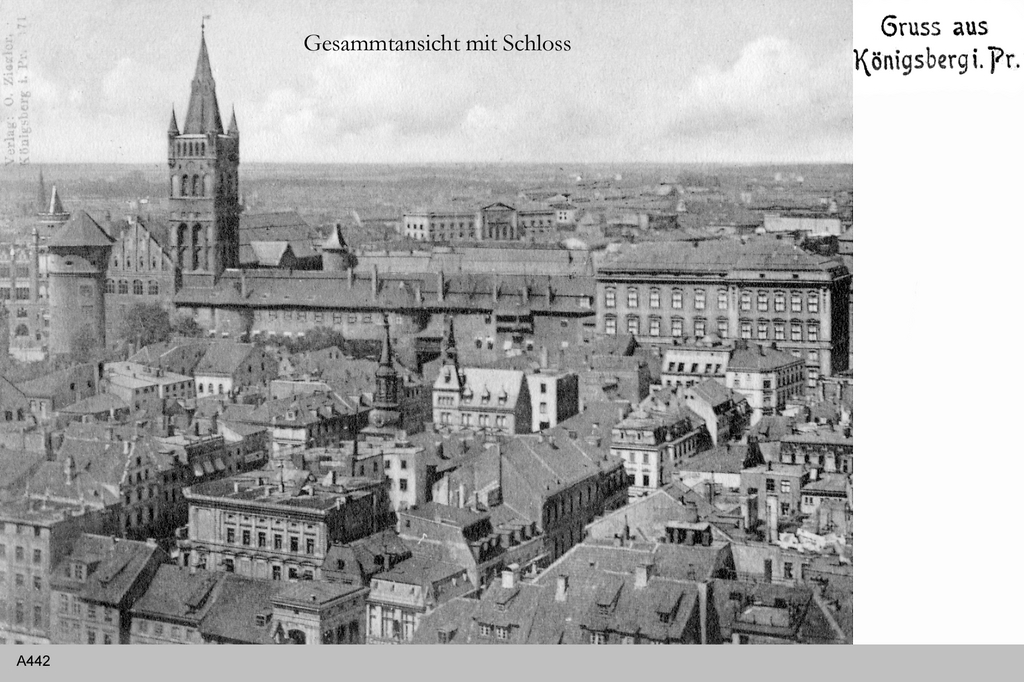
Staré město a jižní část hradu 1907
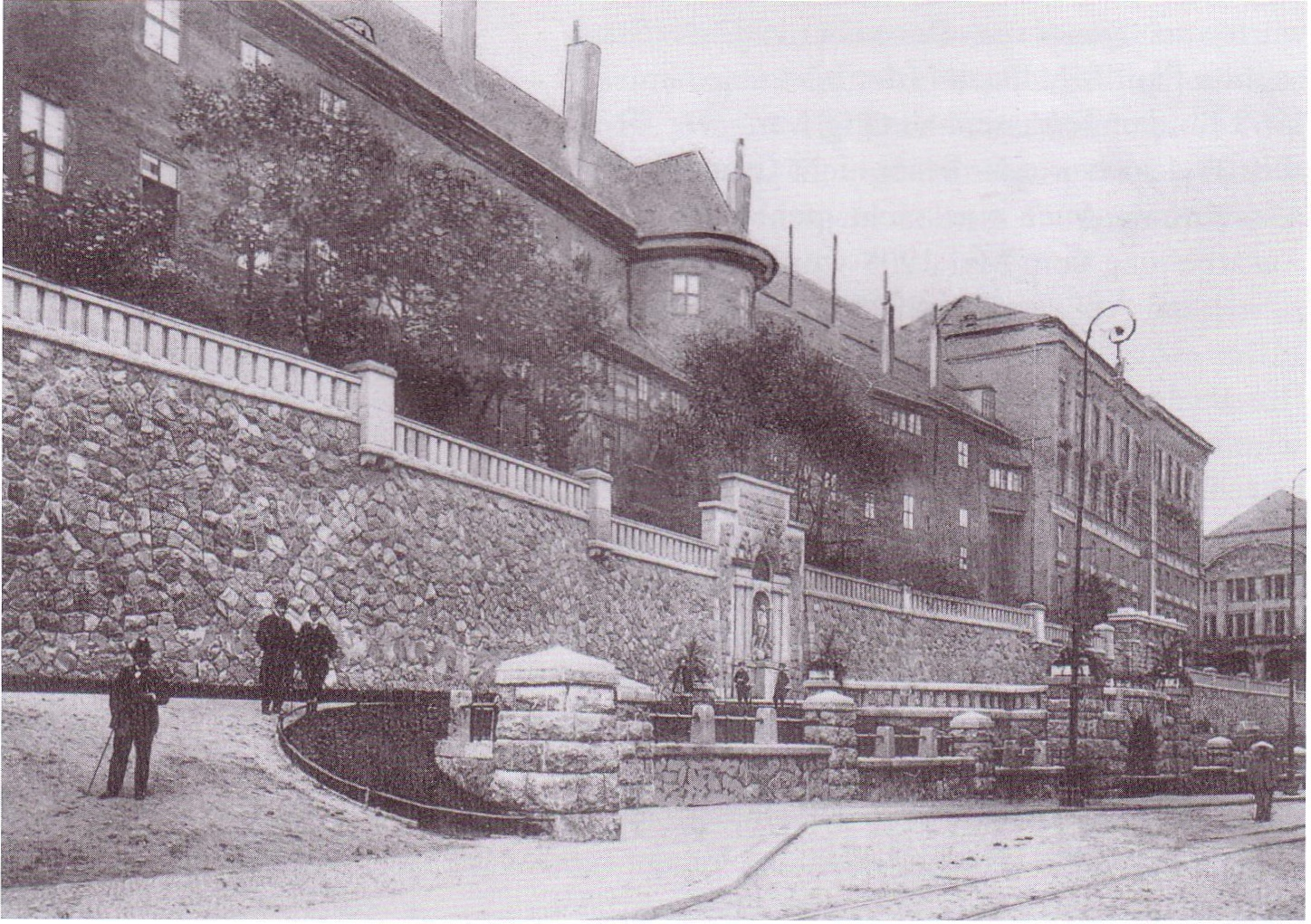
Jižní křídlo s hradní terasou 1908
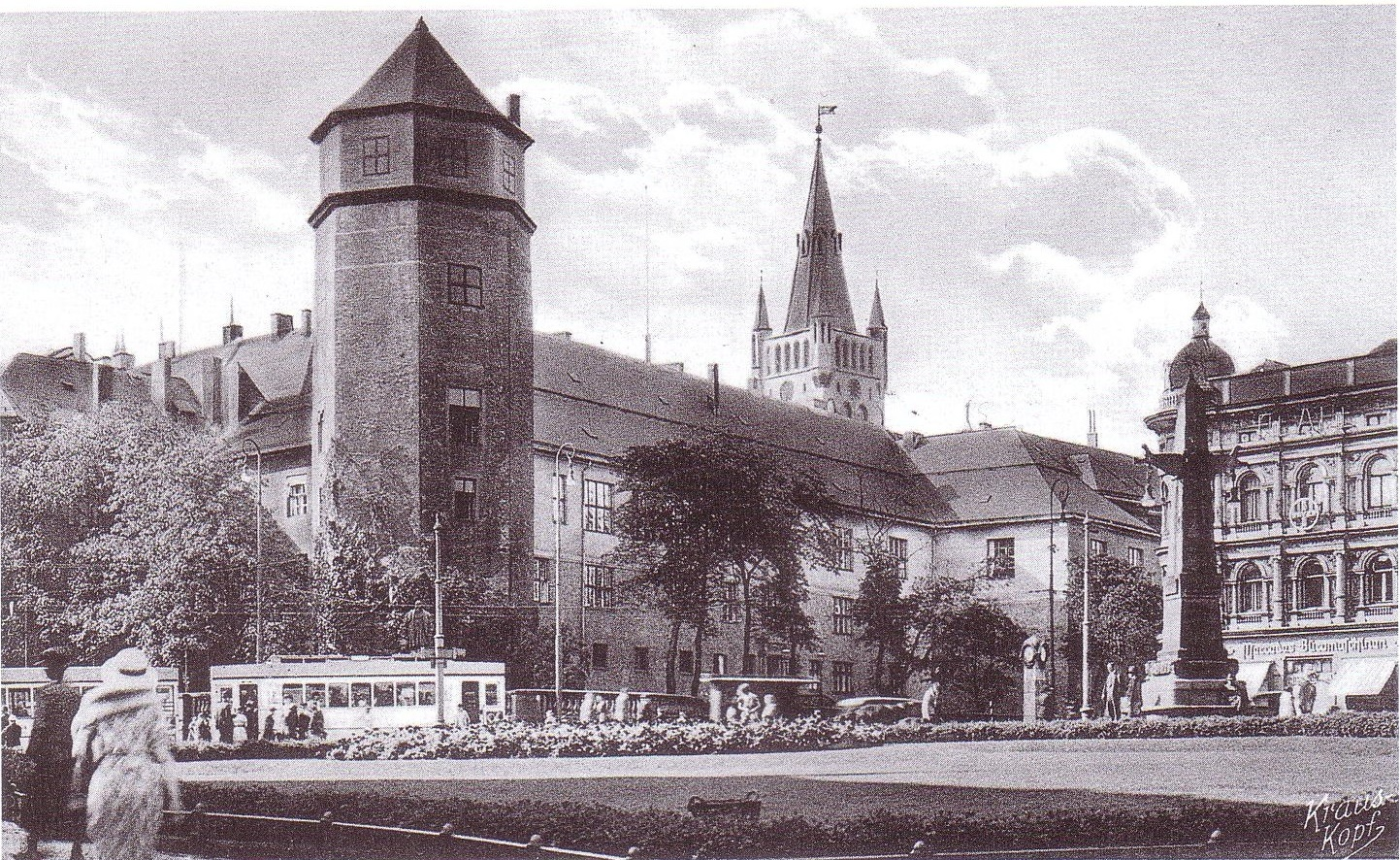
Severovýchodní část hradu okolo 1920
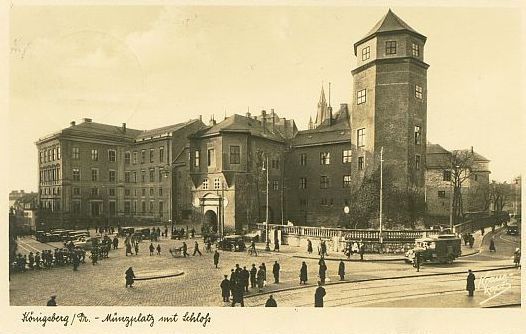
Severovýchodní část hradu
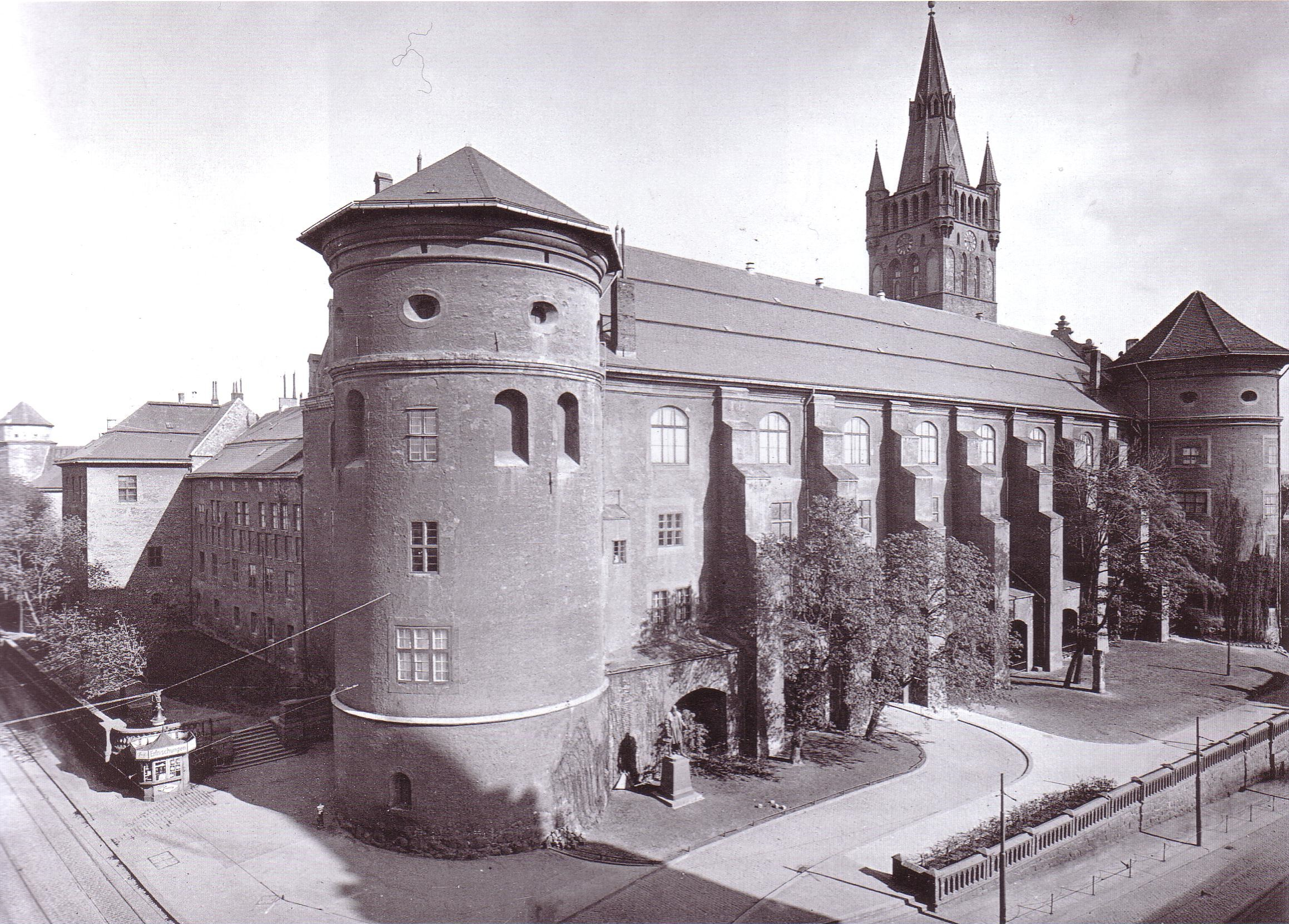
Severozápadní část hradu 1910
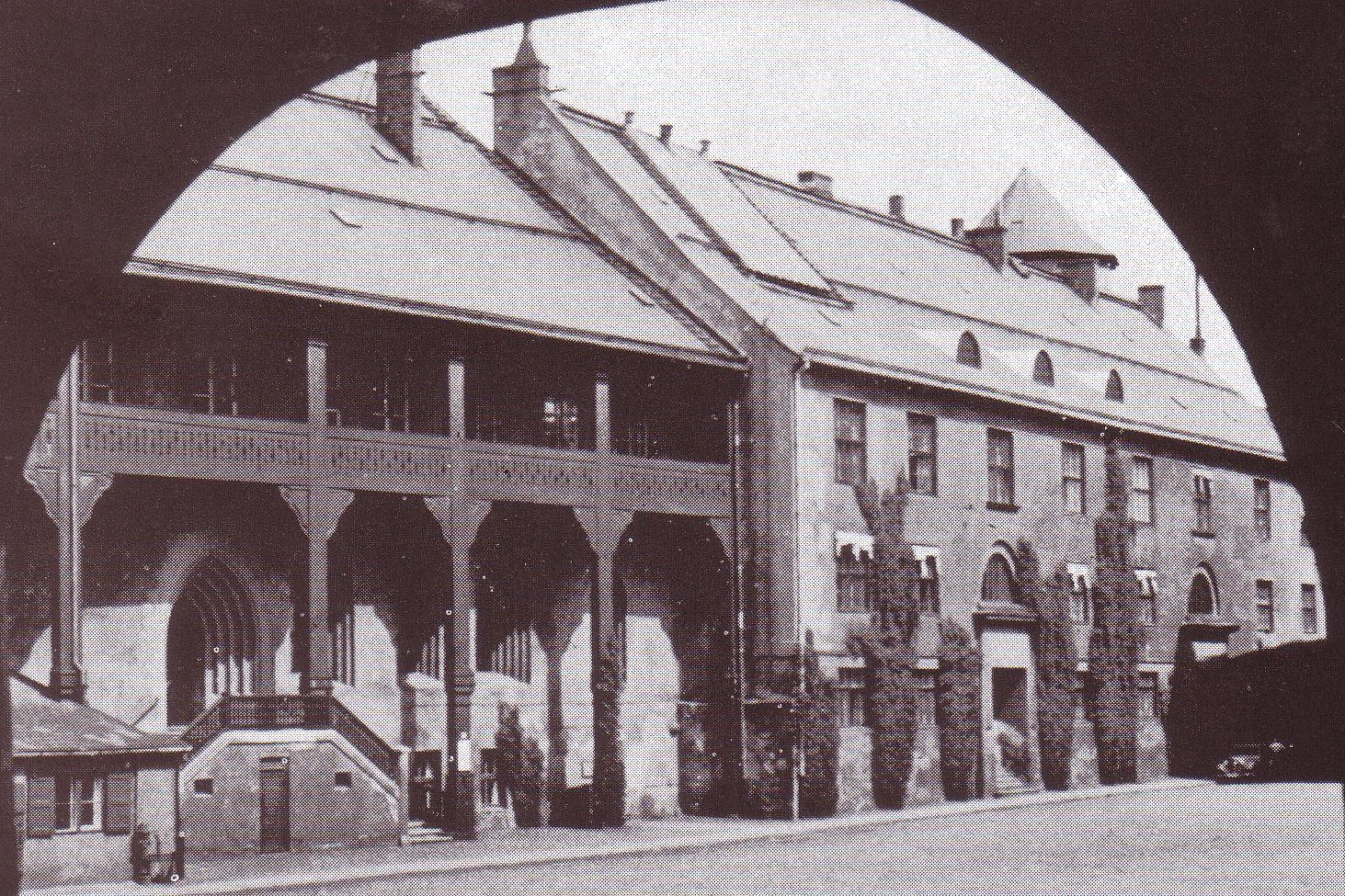
Severní křídlo hradu
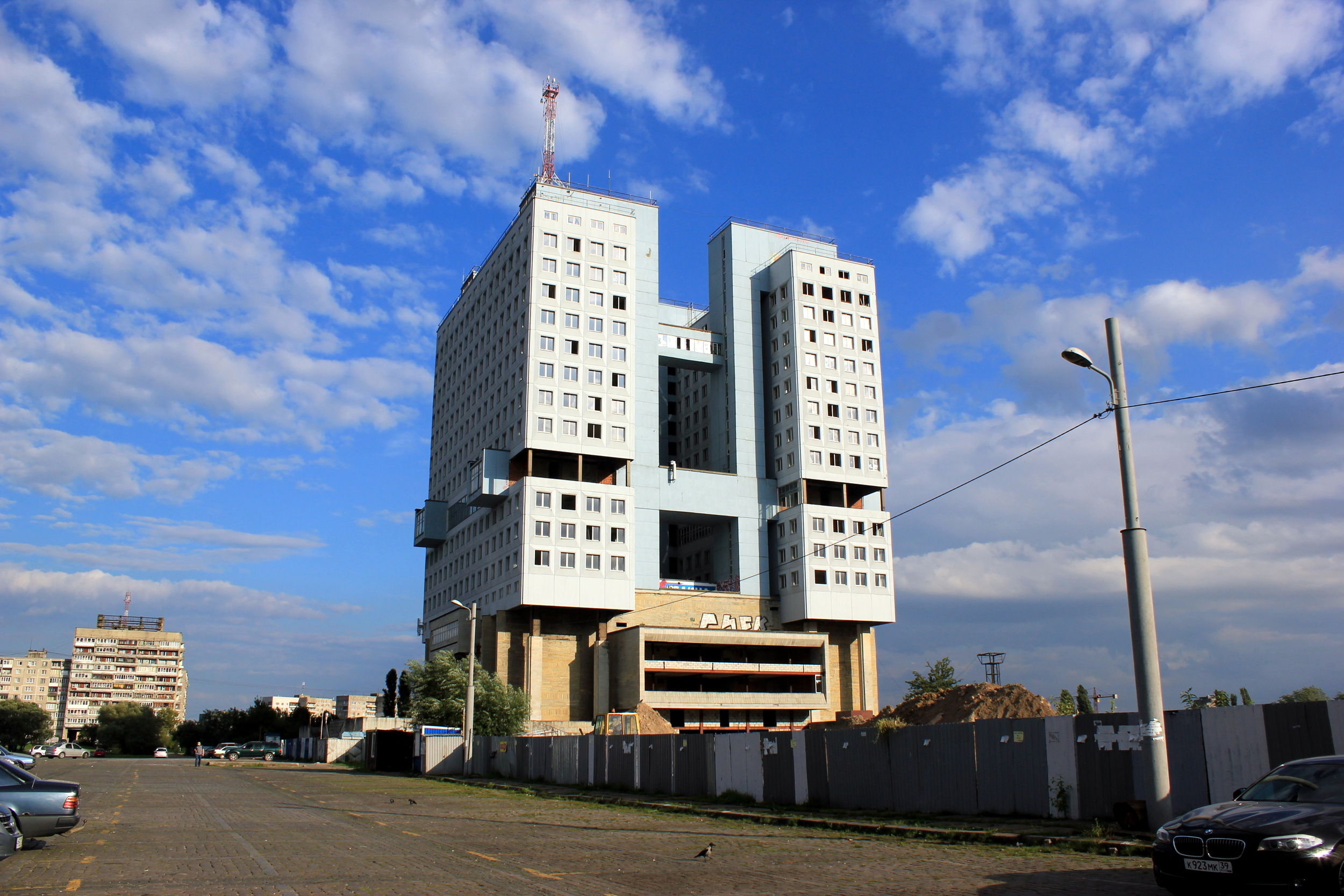
Dům sovětů stojící na místě bývalého hradu

Interiér
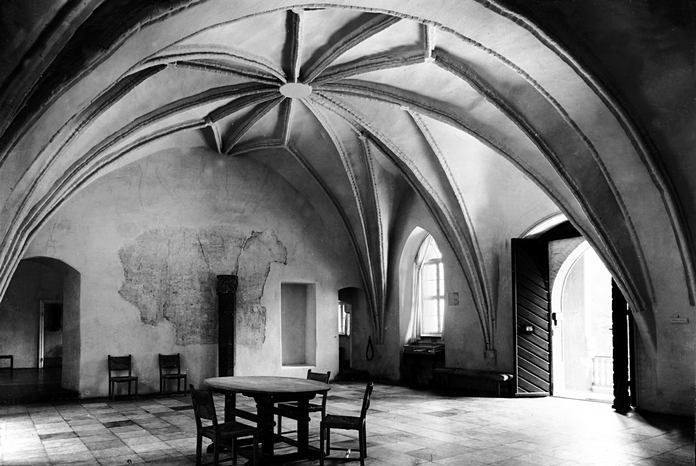
Pokoj Řádových maršálů
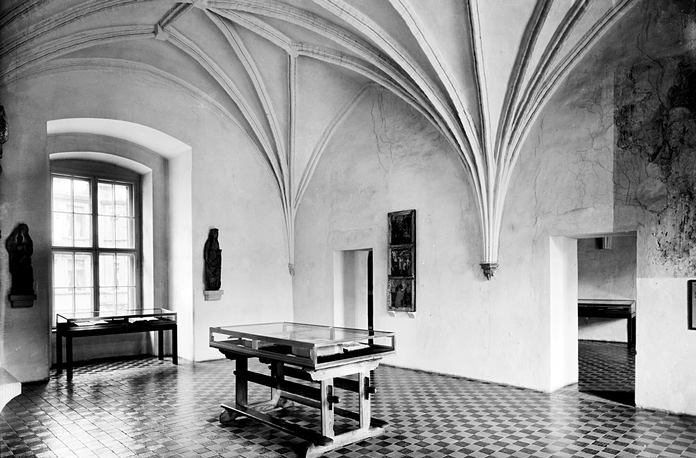
Výstavní prostory muzea
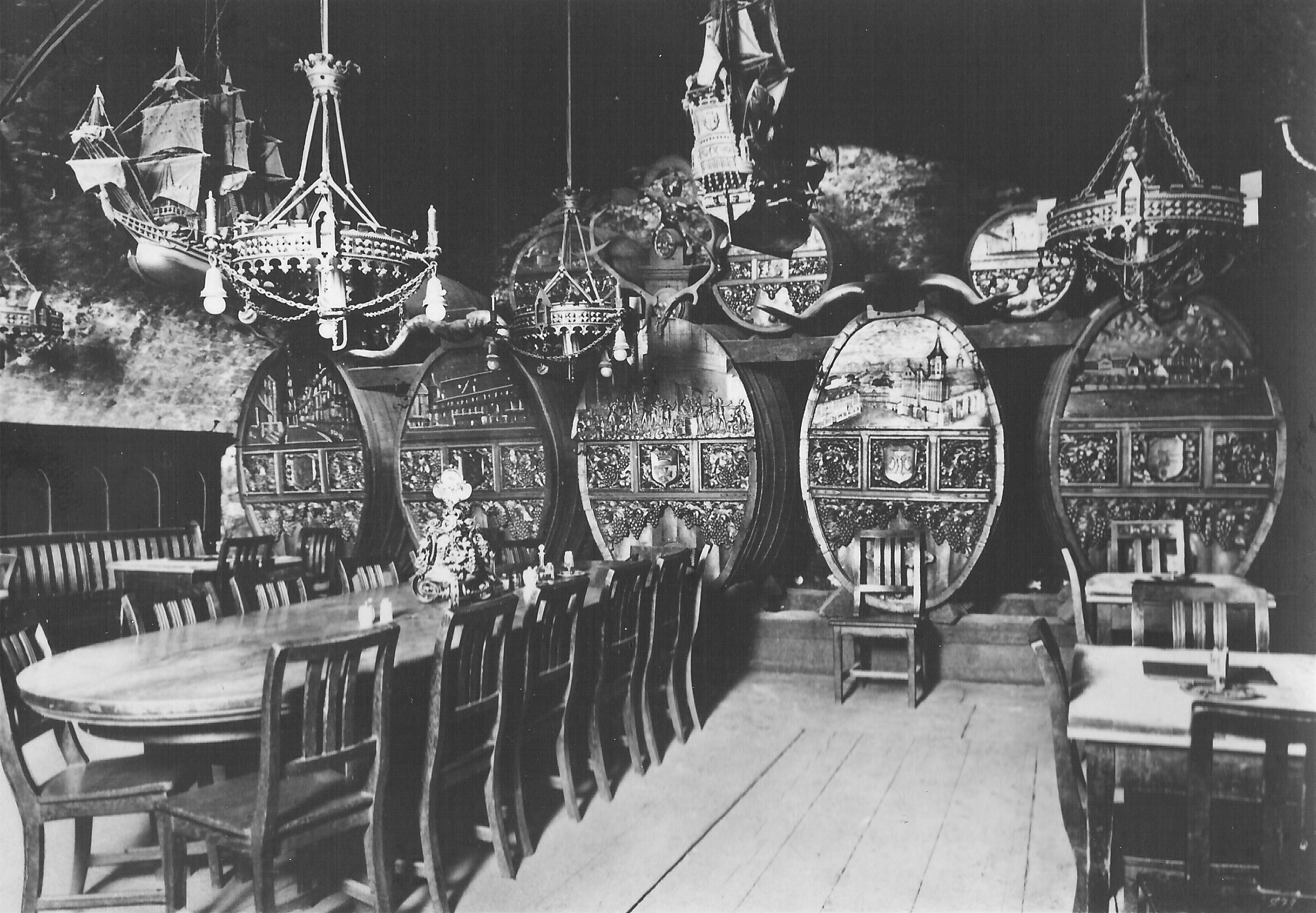
Hradní vinárna
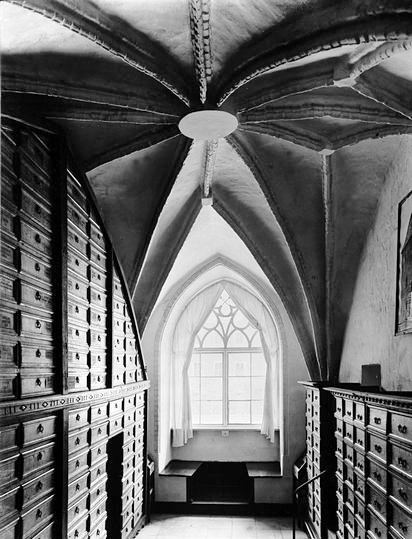
Hradní archiv